# Siarke
Ramón Almengor alias Siarke fue el último rey de los indígenas bribris. Hijo de María Saldaña y de Floripo Almengor, era sobrino de Antonio Saldaña, último rey de Talamanca quien murió en 1910. Mientras que Saldaña gozaba del reconocimiento de bribris, cabécares, changuinolas y borucas y del reconocimiento (aunque sólo ceremonial) del gobierno de Costa Rica, Siarke fue sólo reconocido por los bribris. Falleció de tuberculosis en el Hospital San Juan de Dios el 28 de enero de 1922.